# The Bobby Bones Show
The Bobby Bones Show est une matinale radiophonique humoristique américaine animée par Bobby Bones (en) et diffusée quotidiennement sur WSIX-FM (en), station de radio de Nashville, dans le Tennessee. Elle est diffusée nationalement aux États-Unis sur les stations de radio affiliées au réseau Premiere Networks (en). The Bobby Bones Show est la matinale à la plus forte audience sur certaines villes américaines, notamment à Austin (Texas) où elle est la plus écoutée toutes tranches d'âge confondues.